# Cepphis approximata
Cepphis approximata är en fjärilsart som beskrevs av Barend J. Lempke 1970. Cepphis approximata ingår i släktet Cepphis och familjen mätare. Inga underarter finns listade i Catalogue of Life.